# Yangwon (métro de Séoul)
Yangwon  (hangeul : 양원 ; hanja : 養源) est une station de passage de la ligne Gyeongui-Jungang du métro de Séoul. Elle est située au 269-5 Mangubon-dong, dans l'arrondissement Jungnang-gu] à Séoul en Corée du Sud. 

## Situation sur le réseau

Plan du réseau du métro de Séoul (2023)

Établie en surface, Yangwon, est une station de passage de la ligne Gyeongui-Jungang du métro de Séoul : elle est située entre la station Mangu, en direction du terminus ouest Munsan, et la station Guri, en direction du terminus est Jipyeong.